# 特德·伍尔西
特德·伍尔西（英語：Ted Woolsey）是美国电子游戏翻译者、制作人。传主1991年至1996年间就职于史克威尔，负责公司《最终幻想IV》、《时空之轮》等超级任天堂游戏的北美本地化。因美国任天堂当时有内容审查，加之游戏卡带有容量限制，伍尔西翻译时常会删改脚本。「伍尔西式翻译」所获反响两极。
1996年，伍尔西因史克威尔美国部门搬迁之故辞职。之后伍尔西转型制作人，先后就职于Crave Entertainment、RealNetworks、Microsoft Studios、Undead Labs等公司。

## 传略

### 史克威尔时期
伍尔西生于美国，青年时在日本生活学习了五年。他在加州大學聖塔芭芭拉分校取得文学学士学位，主修英语文学专业；之后他又攻读华盛顿大学的日本文学研究生，获得硕士学位。1991年，伍尔西放弃刚攻读的博士学位，加入史克威尔在华盛顿州雷德蒙德设立的美国工作室。彼时史克威尔彼时尚无本地化部门，而当时发售的英文版《最终幻想VI》由懂些英语的日本史克威尔员工翻译，并由一位财务部员工和一位高级副总裁利用非工作时间修订。伍尔西在史克威尔的首项工作是本地化《时空之霸者 沙加3 ［完结篇］》。公司安排派他校对翻译，以免重蹈《最终幻想IV》粗劣翻译之覆辙。他亦基本完成《最终幻想V》的翻译，惟史克威尔取消了海外版发售计划。
因1993年美國國會電子遊戲聽證會之故，当时的美国任天堂对暴力、色情、宗教、脏话等「争议内容」极度小心。伍尔西遇到此类台词时，只得跳过或改写。翻译《最终幻想VI》时，他已相当熟悉美国任天堂的政策，会在兼顾原文和戏剧性的同时，主动修改可能违反政策的内容。例如，他将凱夫卡的台词（嘿，妈的！）改为（潜艇员养的！）。此外，表达同样内容时英文所用的字符数约为日文的两倍，而超级任天堂卡带容量有限，故伍尔西只得简化译文。伍尔西式翻译毁誉参半；传主亦称他同时收到过粉丝邮件和威胁信。伍尔西还翻译了《最终幻想 神秘历险》、《聖劍傳說2》》、《时空之轮》和《龙战士》。除翻译外，他亦负责营销工作。

### 史克威尔时期之后
伍尔西在史克威尔的最后工作是翻译《超级马力欧RPG》。1996年，时值《最终幻想VII》本地化前，史克威尔美国办公室迁至洛杉矶，伍尔西辞职留在华盛顿。他转租史克威尔的办公室，和几名同事创办公司Big Rain，就任营销商业部副总裁。随后公司迁至西雅图并由Crave收购，伍尔西担任内部工作室Crave Entertainment的开发副总裁，监督开发日式角色扮演风格游戏《暗影疯狂》。游戏1999年发售，表现不佳。之后伍尔西离开Crave，加入RealNetworks，担任商业开发总监，管理网络游戏客户端RealArcade。2000年至2004年间，他负责就RealArcade分发问题与出版商和互联网服务供应商打交道，并参与了RealArcade登陆日本市场的工作。
2007年，伍尔西加入微軟遊戲工作室（現今Xbox游戏工作室），担任第一方游戏高级总监，负责Xbox Live Arcade服务，以及《地狱边境》、《塵埃：幸福的尾巴》、《殺手本能 (2013年遊戲)》、《奧里與迷失森林》等Xbox游戏。2015年，他就任Undead Labs总经理；此前他在微软工作时，曾就《腐烂国度》开发与Undead Labs联络了4年。

## 作品
| 作品                        | 年份 | 平台        | 备注       | 参    |
| --------------------------- | ---- | ----------- | ---------- | ----- |
| 最终幻想 神秘历险           | 1992 | 超級任天堂  | 翻译、编剧 | [ 5 ] |
| 时空之霸者 沙加3 ［完结篇］ | 1993 | Game Boy    | 翻译       | [ 6 ] |
| 聖劍傳說2                   | 1993 | 超級任天堂  | 翻译       | [ 3 ] |
| 龙战士                      | 1994 | 超級任天堂  | 翻译       | [ 6 ] |
| 最终幻想VI                  | 1994 | 超級任天堂  | 翻译       | [ 3 ] |
| 时空之轮                    | 1995 | 超級任天堂  | 翻译       | [ 5 ] |
| 艾薇莫的秘密                | 1995 | 超級任天堂  | 营销       | [ 5 ] |
| 超级马力欧RPG               | 1996 | 超級任天堂  | 翻译       | [ 5 ] |
| 暗影疯狂                    | 1999 | PlayStation | 制作       | [ 2 ] |